# Szum śrutowy
Szum śrutowy (niem. Schrotrauschen) – fluktuacje zachodzące w układach zawierających odpowiednio mało cząstek mogących nieść energię. Przykładem może być szum związany z przepływem prądu elektrycznego, związany z ziarnistą naturą ładunku elektrycznego. Szum śrutowy jest szumem białym i charakteryzuje się normalnym rozkładem wartości chwilowych oraz stałą gęstością widmową energii. Pomiary szumu śrutowego pozwalają na wyznaczenie wielkości ładunku elementarnego.
W zależności od typu elementu elektronicznego i warunków pracy szumy te odpowiadają różnym zjawiskom. W elementach półprzewodnikowych powstają one w wyniku fluktuacji dyfuzji czyli nieregularnego przechodzenia nośników przez barierę potencjału. Można je zaobserwować w złączu p-n. Ze względu na charakter powstawania szumy te dzieli się na dyfuzyjne i generacyjno-rekombinacyjne. 
W lampach szum śrutowy związany jest z losowym charakterem chwil wylotu elektronów z katody w czasie emisji i również losowym rozkładem ich prędkości. 
Termin ten wprowadził Walter Schottky w roku 1918, który teoretycznie oszacował fluktuacje prądu anodowego diody próżniowej w stanie nasycenia.
Wartość skuteczną fluktuacji prądu opisuje wzór Schottky'ego:
{\displaystyle I_{sz}={\sqrt {2eI\Delta f}}}
Gdzie: 
{\displaystyle e} – ładunek elektronu, 
{\displaystyle I} – wartość średnia prądu, 
{\displaystyle \Delta f} – pasmo częstotliwości szumu.